# Elena Slesarenko
Elena Vladimirovna Slesarenko (in russo Елена Владимировна Слесаренко?; Volgograd, 28 febbraio 1982) è un'altista russa.

## Biografia
Sconosciuta ai più prima del 2004, iniziò l'anno saltando 2,04 metri e vincendo così i Mondiali indoor 2004. Pochi mesi dopo vinse l'oro ai Giochi olimpici di Atene 2004 sorprendendo tutti, stabilendo il nuovo record olimpico e anche nazionale a 2,06 metri, record che resisteva dal 1984 e che apparteneva a Tamara Bykova. Concluse la stagione vincendo la World Athletics Final.
Vari infortuni la tennero lontano dalle competizioni nel corso del 2005, incluso il Mondiale di Helsinki. Nel 2006 vinse però i Mondiali indoor con la misura di 2,02 metri.
Ai campionati europei del 2006 si piazzò solo in quinta posizione, non riuscendo ad andare oltre i 2 metri.
Dopo un retesting dei suoi risultati a Pechino 2008, fu squalificata per quatro anni per doping e fu ulteriormente squalificata nel 2022, con la cancellazione dei risultati
ottenuti dal 18 luglio 2013 al 3 ottobre 2016, che si aggiungono ai risultati già cancellati dal 23 agosto 2008 al 22 agosto 2012.

## Palmares
| Anno | Manifestazione   | Sede      | Evento        | Risultato | Prestazione | Note                                     |
| ---- | ---------------- | --------- | ------------- | --------- | ----------- | ---------------------------------------- |
| 2002 | Europei indoor   | Vienna    | Salto in alto | 5ª        | 1,90 m      |                                          |
| 2003 | Europei under 23 | Bydgoszcz | Salto in alto | Argento   | 1,96 m      | Miglior prestazione personale stagionale |
| 2003 | Universiadi      | Taegu     | Salto in alto | Bronzo    | 1,94 m      |                                          |
| 2004 | Mondiali indoor  | Budapest  | Salto in alto | Oro       | 2,04 m      | Record nazionale                         |
| 2004 | Giochi olimpici  | Atene     | Salto in alto | Oro       | 2,06 m      | Record olimpico                          |
| 2006 | Mondiali indoor  | Mosca     | Salto in alto | Oro       | 2,02 m      | Miglior prestazione personale stagionale |
| 2006 | Europei          | Göteborg  | Salto in alto | 5ª        | 1,99 m      |                                          |
| 2007 | Mondiali         | Osaka     | Salto in alto | 4ª        | 2,00 m      |                                          |
| 2008 | Mondiali indoor  | Valencia  | Salto in alto | Argento   | 2,02 m      |                                          |
| 2008 | Giochi olimpici  | Pechino   | Salto in alto | dq        | dq          |                                          |
| 2009 | Mondiali         | Berlino   | Salto in alto | dq        | dq          |                                          |
| 2011 | Mondiali         | Taegu     | Salto in alto | dq        | dq          |                                          |
| 2013 | Mondiali         | Mosca     | Salto in alto | dq        | dq          |                                          |

## Altre competizioni internazionali
2004
- Coppa Europa di atletica leggera ( Bydgoszcz)

2007
- Coppa Europa di atletica leggera ( Monaco di Baviera)

2011
- Oro al DécaNation ( Nizza), salto in alto - 1,95 m